# Phase One
Phase One är ett danskt företag som specialiserat sig på high-end digital fotograferingsutrustning. Företaget tillverkar digitala bakstycken för medelstor- och storfilmsformat.